# Тайнай
Тайнай (яп. 胎内市 Тайнай-си) — город в Японии, расположенный в центральной части префектуры Ниигата. Основан 1 сентября 2005 г., путём объединения посёлка Накадзё и села Курокава уезда Китакамбара. Площадь города составляет 265,18 км², население — 30 251 человек (1 августа 2014), плотность населения — 114,08 чел./км².